# Roodsnavelkitta
De roodsnavelkitta (Urocissa erythroryncha) is een kraaiensoort die van nature voorkomt in het oosten en zuidoosten van Azië.

## Kenmerken

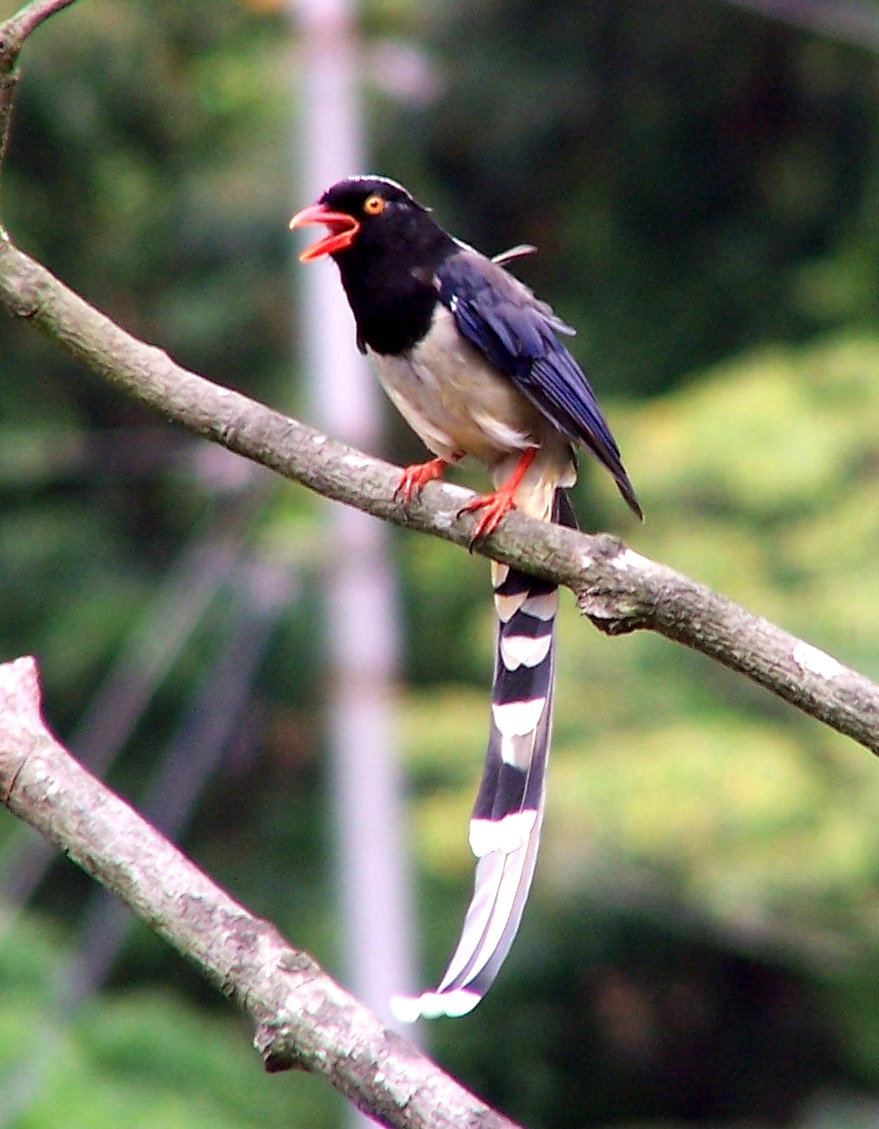

Roodsnavelkitta's zijn slanke kraaien met een opvallend lange staart. De totale lengte van de vogel is 65 tot 68 cm en het gewicht ligt tussen de 190 en 230 gram. De roodsnavelkitta is daarmee iets kleiner dan de nauw verwante geelsnavelkitta (Urocissa flavirostris).
De kop, nek en borst zijn zwart. Boven op de kop bevindt zich een opvallende witte plek met een blauwige glans. De schouders en romp hebben dezelfde lichte kleur, waarbij de romp wit is met een blauwgrijze glans en de buik vaal grijzig. De staart en de vleugels zijn blauw. De punten van de staartveren zijn wit. De poten en snavel zijn feloranje, net als de onbedekte huid rond de ogen. Het oranje kan in sommige populaties licht van kleur zijn, tot vrijwel geel.

## Levenswijze
De roodsnavelkitta is een alleseter, die zowel op de grond als in bomen foerageert en zich voedt met insecten, andere kleine dieren, fruit en zaden. Ook rooft het dier de nesten van andere vogels. Het eet daarbij zowel eieren als kuikens. De roodsnavelkitta bouwt zijn nest in lage bomen en struiken. Gewoonlijk worden er drie tot vijf eieren gelegd.
De roodsnavelkitta heeft een uitgebreid repertoire aan geluiden. De meest voorkomende geluiden zijn korte, harde uitstoten en hoge, melodieuze riedels.

## Verspreiding en habitat
De roodsnavelkitta komt voor langs de zuidkant van de Himalaya, in het noordoosten van Zuidoost-Azië (Vietnam, Laos, Thailand, Myanmar) en in het grootste deel van China, op het noorden van dat land na.
De soort telt vijf ondersoorten:
- U. e. occipitalis: van noordwestelijk India tot oostelijk Nepal.
- U. e. magnirostris: van noordoostelijk India tot zuidelijk Indochina.
- U. e. alticola: noordelijk Myanmar en het zuidelijke deel van Centraal-China.
- U. e. brevivexilla: noordoostelijk China.
- U. e. erythroryncha: centraal, oostelijk en zuidoostelijk China, noordelijk Indochina.

De vogel leeft vooral in heuvelachtig of bergachtig gebied, liefst in groenblijvende bossen.

## Status
De grootte van de populatie is niet gekwantificeerd maar de soort wordt omschreven als plaatselijk algemeen. Op de Rode lijst van de IUCN heeft deze soort de status niet bedreigd.